# Vallée de Mai
Vallée de Mai (volný český překlad Květnové údolí) je název jedné ze seychelských památek přírodního dědictví UNESCO. Nachází se v centrální části národního parku Praslin na stejnojmenném ostrově zhruba 45 km severovýchodně od hlavního města Victoria. Přírodní rezervace Vallée de Mai se rozprostírá na ploše 20 ha, což z ní dělá nejmenší lokalitu světového přírodního dědictví UNESCO. Pro toto chráněné území je charakteristický výskyt endemické palmy lodoicea seychelská, která má největší semeno ze všech rostlin na světě. Z dalších endemických rostlinných druhů zde rostou např. pandány Pandanus hornei a Pandanus sechellarum, dilénie Dillenia ferruginea a druh Northia hornei (syn. N. seychellana) z čeledi zapotovité. Ze zástupců fauny zde žije např. papoušek vaza malý (Coracopsis nigra barklyi), bulbulčík seychelský (Hypsipetes crassirostris), holub bradavičnatý (Alectroenas pulcherrima), kaloň seychelský (Pteropus seychellensis) nebo netopýr seychelský (Coleura seychellensis).

## Fotogalerie

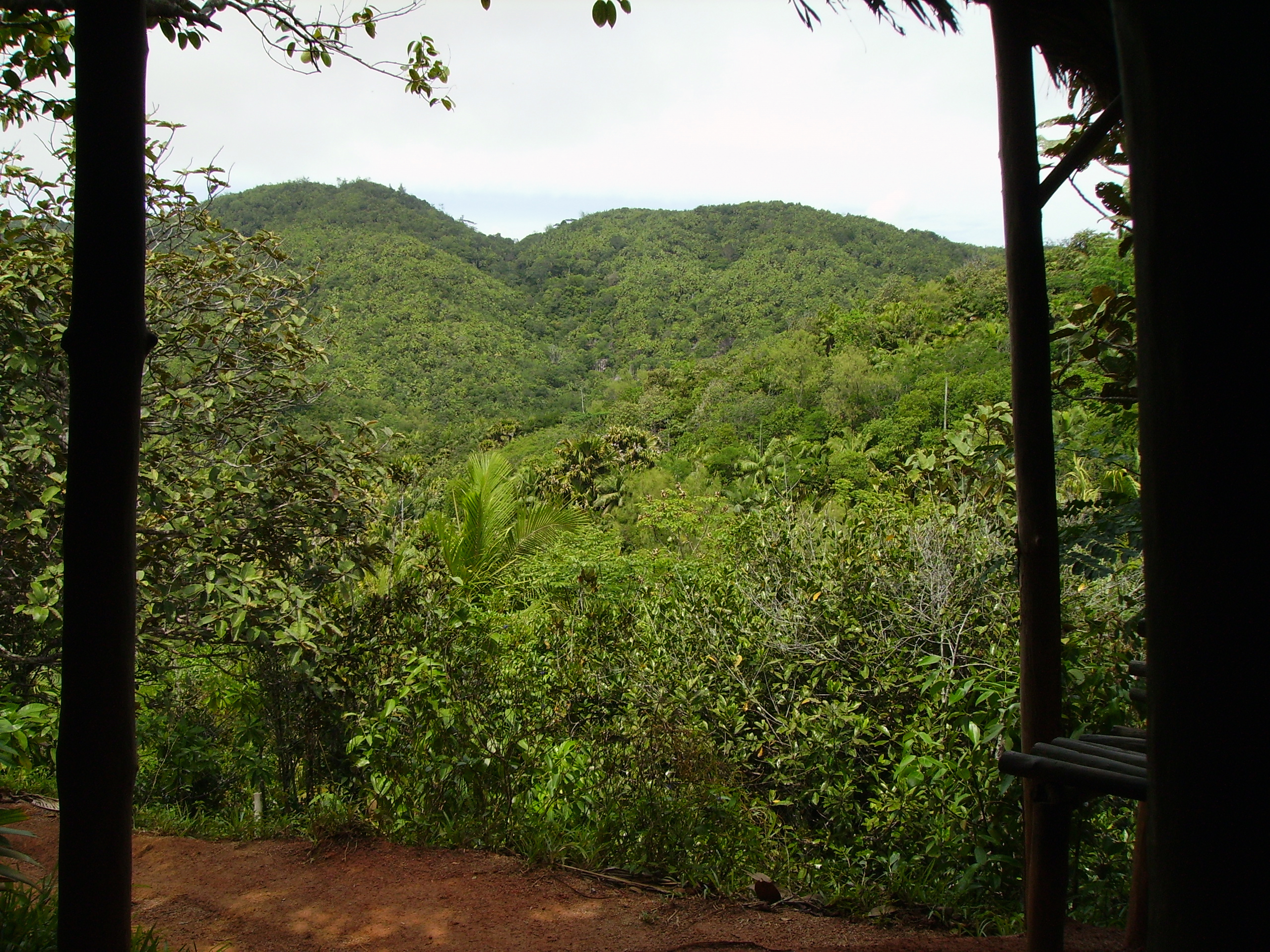
Úpatí Vallée de Mai
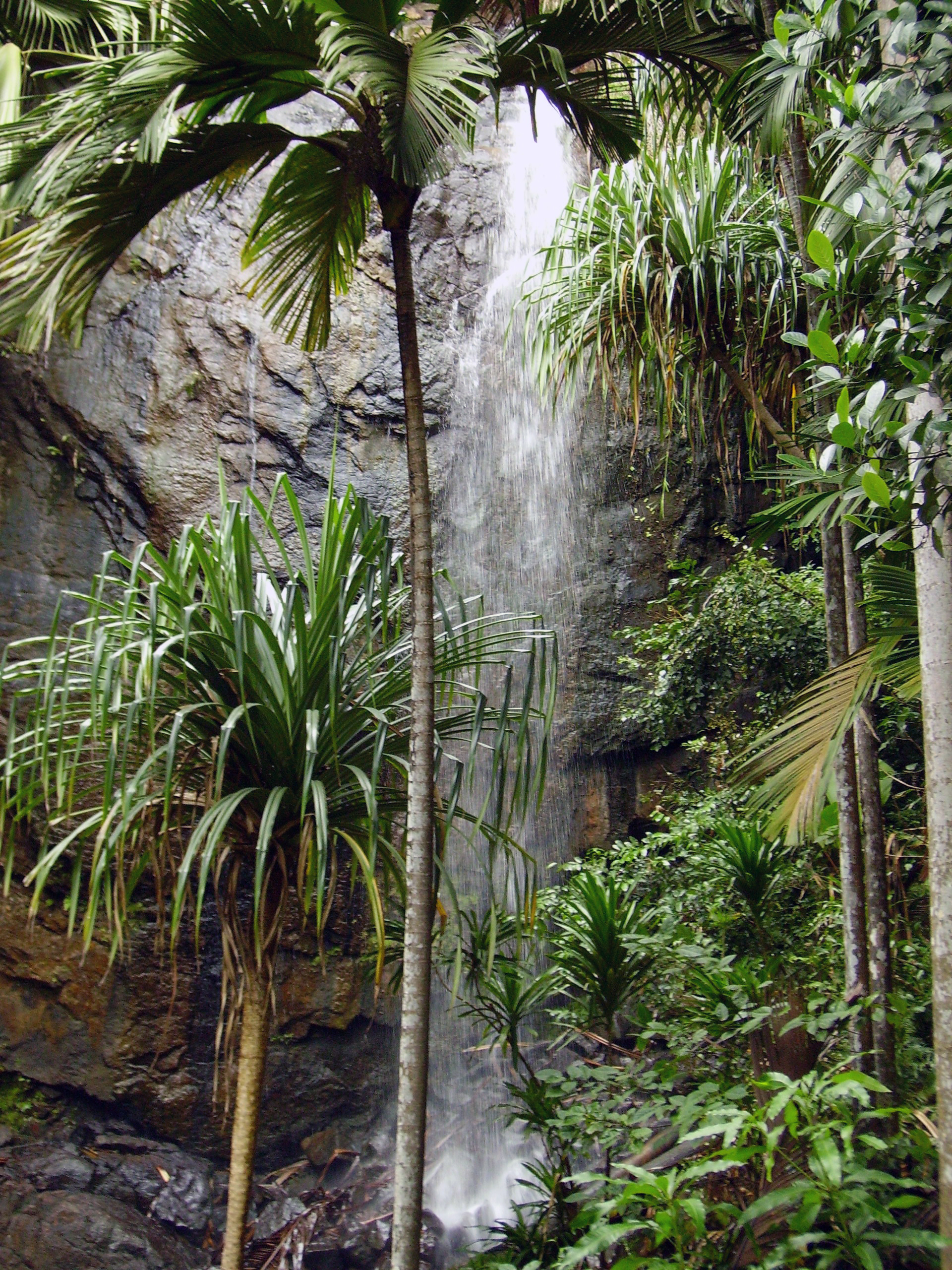
Zdejší vodopád
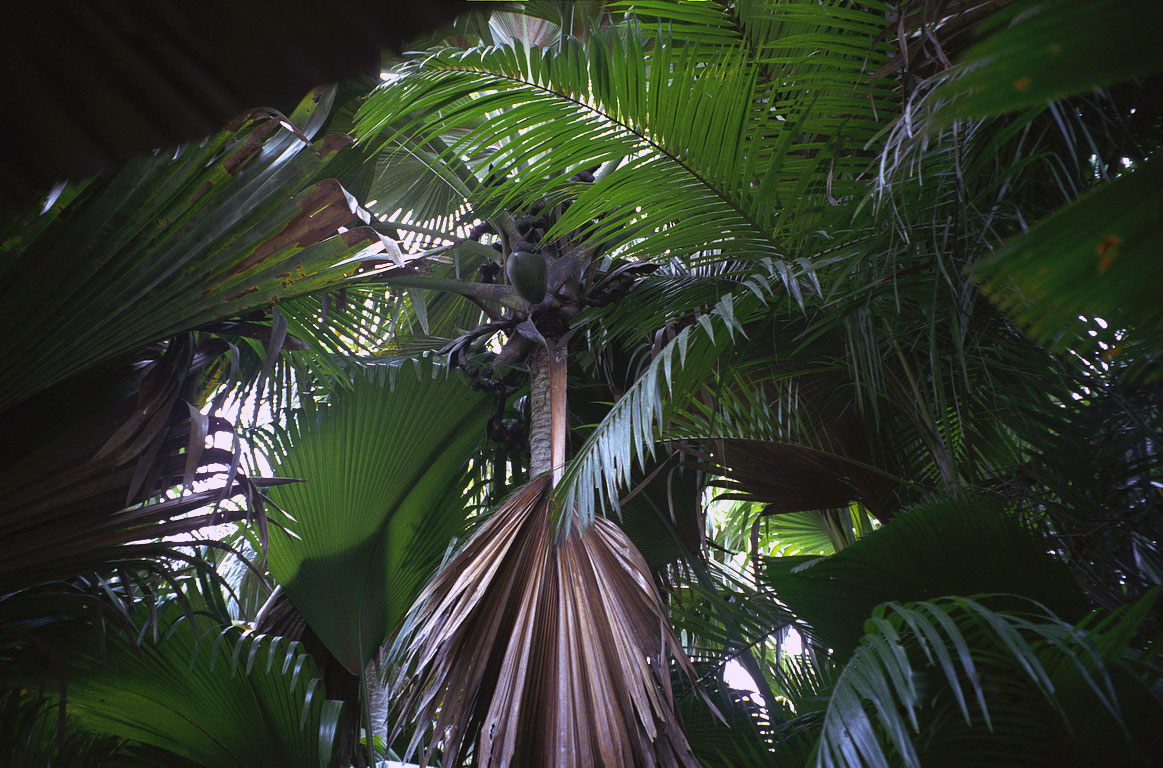
Zdejší palmový porost
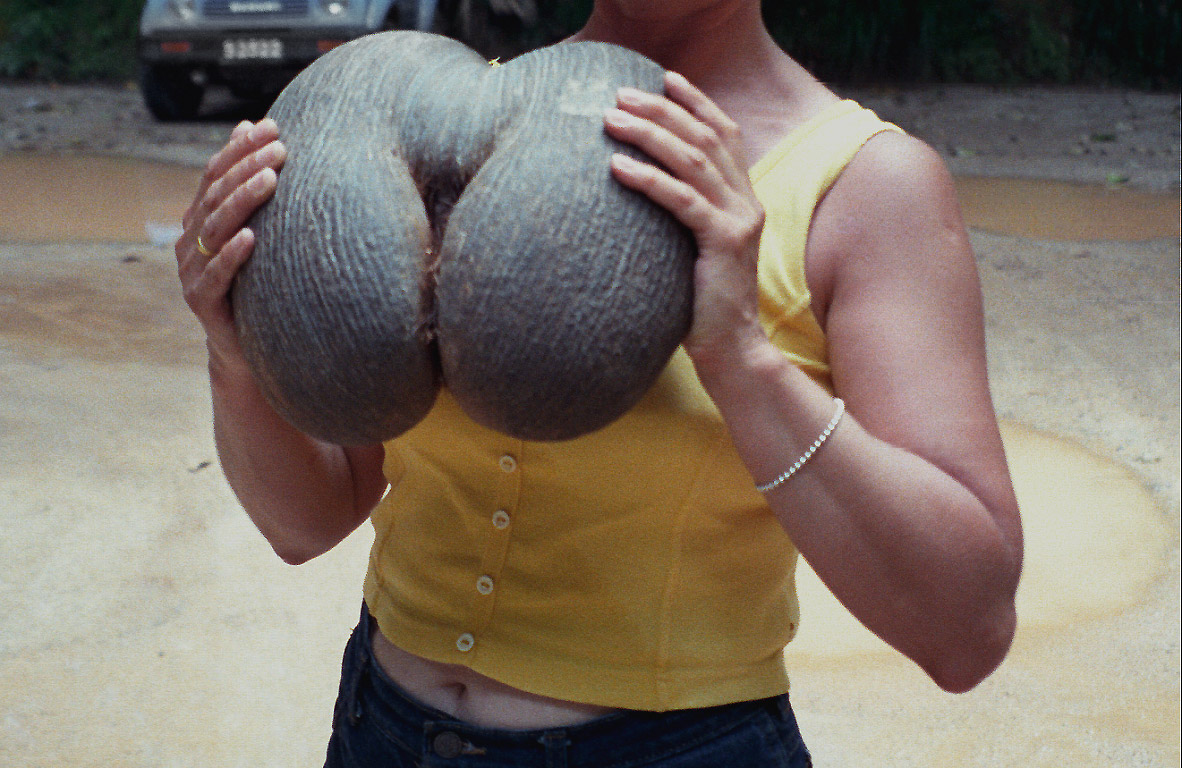
Semeno lodoicey seychelské